# Liste d'élections en 1983
Chronologie des élections
- 1979
- 1980
- 1981
- 1982
- 1983
- 1984
- 1985
- 1986
- 1987

Cette liste recense les élections organisées durant l'année 1983. Elle inclut les élections législatives et présidentielles nationales dans les États souverains, ainsi que les principaux référendums.

## Par continent

### Asie
- 5 janvier (Inde) : le Parti du Congrès perd les élections régionales en Andhra Pradesh face au Telugu Desam dont le leader, N. T. Rama Rao devient chef du gouvernement local[2]. Indira Gandhi parvient à faire chuter le gouvernement en convainquant un ministre de rallier le Congrès. Cette manipulation provoque un tel tollé que New Delhi doit reculer. Indira rejette toute la responsabilité de l’affaire sur le gouvernement. Au Cachemire, Indira met en place un scénario similaire et provoque ainsi le basculement de l’État dans la violence.
- 30 avril : élections en Thaïlande. Gouvernement de coalition du général Prem Tinsulanonda.
- 6 novembre v: élections générales en Turquie[3].

### Europe
- 9 juin : élections générales britanniques.

### Océanie
- 2 novembre : Élections législatives vanuataises de 1983